# Papamosques rovellat
El papamosques rovellat (Muscicapa ferruginea) és una espècie d'ocell de la família dels muscicàpids (Muscicapidae) pròpia del continent asiàtic. Se'l troba a Bangladesh, Bhutan, sud de la Xina, Indonèsia, Japó, Laos, Malàisia, Myanmar, el Nepal, Filipines, l'Índia, Singapur, Taiwan, Tailàndia i Vietnam. Habita els boscos de muntanya humits subtropicals o tropicals entre 1.500 i 3.600m d'altitud. El seu estat de conservació es considera de risc mínim.